# Rugby Sevens op de Olympische Jeugdzomerspelen 2014
Rugby Sevens is een van de Olympische sporten die beoefend worden tijdens de Olympische Jeugdzomerspelen 2014 in Nanjing. De wedstrijden zullen worden gespeeld van 17 tot en met 20 augustus in het Youth Olympic Sports Park. Er is een jongens- en een meisjestoernooi. Er wordt in beide toernooien gespeeld met zes landen, één per continent. Het toernooi is een opstart naar de entree van deze sport op het programma van de Olympische Zomerspelen 2016 in Rio de Janeiro.

## Kalender
| Augustus     | 16 | 17 | 18 | 19 | 20 | 21 | 22 | 23 | 24 | 25 | 26 | 27 | 28 |
| ------------ | -- | -- | -- | -- | -- | -- | -- | -- | -- | -- | -- | -- | -- |
| Rugby Sevens |    |    |    |    | 2  |    |    |    |    |    |    |    |    |

|  | Competitie |  | Finale |

## Deelnemende landen
| Continent     | Jongens          | Meisjes                 |
| ------------- | ---------------- | ----------------------- |
| Afrika        | Kenia            | Tunesië                 |
| Azië          | Japan            | China                   |
| Europa        | Frankrijk        | Spanje                  |
| Oceanië       | Fiji             | Australië               |
| Noord-Amerika | Verenigde Staten | Verenigde Staten Canada |
| Zuid-Amerika  | Argentinië       | Geen                    |

## Medailles
| Discipline | Goud      | Zilver     | Brons |
| ---------- | --------- | ---------- | ----- |
| Jongens    | Frankrijk | Argentinië | Fiji  |
|            |           |            |       |
| Meisjes    | Australië | Canada     | China |

### Medailleklassement
| Plaats | Land       | NOC | Goud | Zilver | Brons | Totaal |
| ------ | ---------- | --- | ---- | ------ | ----- | ------ |
| 1      | Frankrijk  | FRA | 1    | 0      | 0     | 1      |
| 1      | Australië  | AUS | 1    | 0      | 0     | 1      |
| 3      | Argentinië | ARG | 0    | 1      | 0     | 1      |
| 3      | Canada     | CAN | 0    | 1      | 0     | 1      |
| 5      | Fiji       | FIJ | 0    | 0      | 1     | 1      |
| 5      | China      | CHN | 0    | 0      | 1     | 1      |